# 인디애나폴리스 모터 스피드웨이
인디애나폴리스 모터 스피드웨이(영어: Indianapolis Motor Speedway)은 인디애나주 스피드웨이에 1909년 세워진 미국의 모터 스포츠 경기장이다. 길이가 2.4km 이고 코너가 4개이다.